# Парламент Бенина
Национальная Ассамблея (фр. Assemblée nationale) — законодательный орган Бенина.

## Состав
Национальная Ассамблея состоит из одной палаты и включает 109 депутатов, избираемых по пропорциональной системе на пятилетний срок.

## Партийный состав
Президентская коалиция (Прогрессивный союз и Республиканский блок) с 81 местом и оппозиционные демократы с 28 местами.